# Perth Mint
A Perth Mint Ausztrália legrégebbi, ma is működő pénzverdéje (a korábbi verdék, a Sydney Mint és a Melbourne Mint bezárása óta). Perth  East Perth városrészében, a Hay Street 310 alatt található meg, ahol 113 éve eredeti formájában áll.

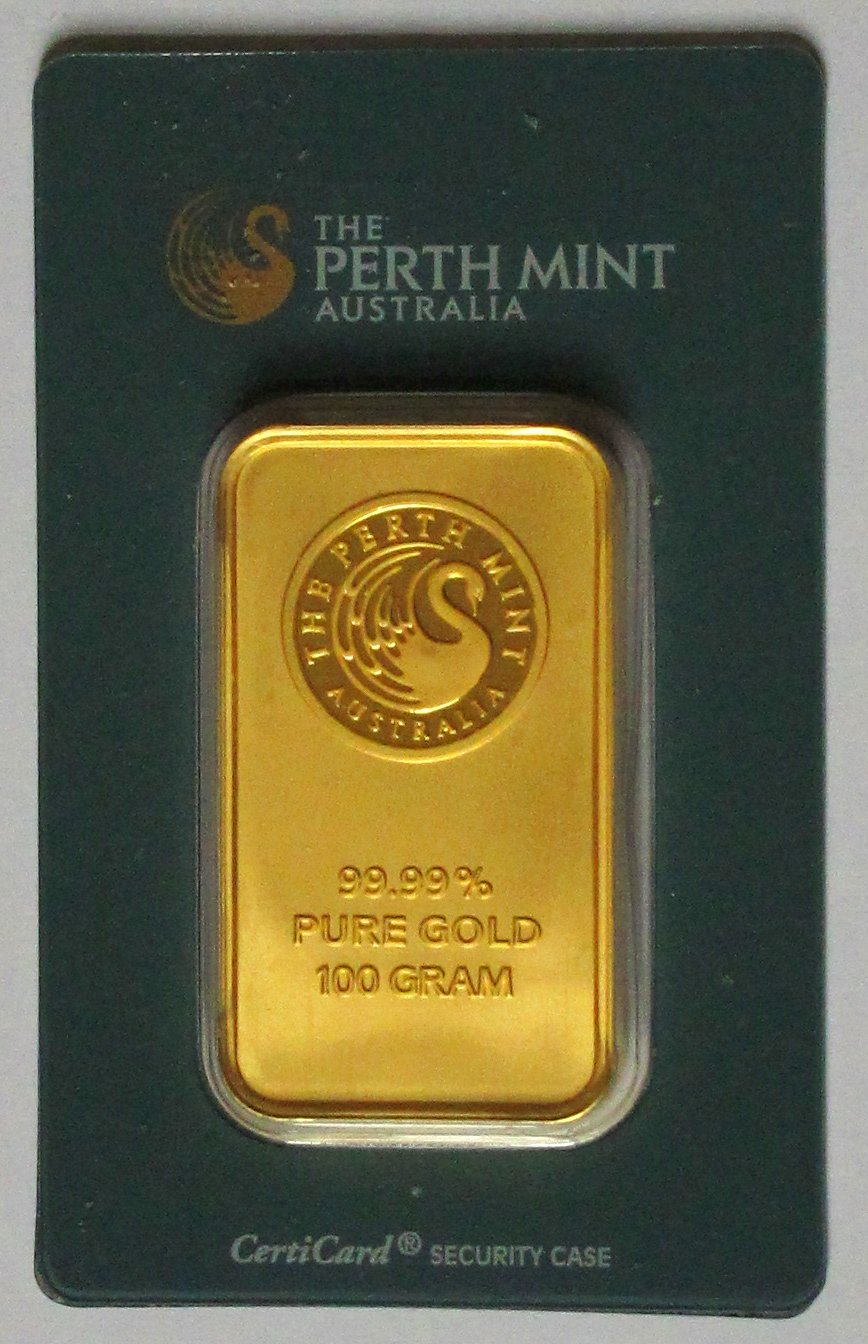
Aranyrúd (Perth Mint)

## Története
John Forrest 1896-os alapkőletétele után a pénzverde 1899. június 20-án nyílt meg, mint a londoni Brit Királyi Pénzverde (Royal Mint) fióktelepe, abból a célból, hogy aranyat finomítson és elkészítse az angol 1 font sterlinget (gold sovereigns) és 1/2 fontos érméket (half sovereign), melyeket hivatalos fizetőeszközként használhattak az angol kolónia tagjai.
Ebben az időben Nyugat-Ausztrália lakossága ugrásszerűen növekedett (23 000 fő 1869-ben és 180 000 1900-ban) leginkább annak köszönhetően, hogy aranyat találtak Kalgoorlie-ben, Coolgardie-ben és a murchison-i területeken. Perth rendelkezett némi készpénzzel, ami lehetővé tette, a bányászott arany beváltását és az áruk kifizetését.
Annak ellenére, hogy az Ausztrál Államszövetség 1901-ben létrejött, a pénzverde 1970. július 1-jéig brit fennhatóság alá tartozott, csak ekkortól látja el a Nyugat-Ausztrál kormány a törvényes felügyeletet. Tulajdonosa a Gold Corporation, mely a Nyugat-Ausztrál kormány teljes tulajdona.
2000-ig a pénzverde 4500 tonna aranyat finomított, ami az emberiség által birtokolt arany 3,25%-a. Ez körülbelül akkora mennyiség, amit az Amerikai Egyesült Államok pénzverdéje Fort Knox-i aranyletétben őriz. 1983. év végéig a Perth Mint gyártott 1/2 unciánál kisebb névértékű pénzérméket is.
Napjainkban a pénzverde folytatja a már megkezdett munkát és kínálnak több olyan szolgáltatást is, mely az aranyiparhoz köthető. Többek között befektetők  és szenvedélyes gyűjtők számára gyártanak numizmatikai ritkaságnak számító arany és ezüst érméket. Ők a felelősek Ausztrália legtöbb nemesfém fizetőeszközének előállításáért és értékesítéséért is; ideértve a garantált minőségű Australian Nugget aranyérmét, Platina Koala érmét, az ezüst Kookaburra (Kacagójancsi)-t és más befektetési arany érméket.
2011 októberében a Perth Mint megalkotta a világ legnagyobb, legnehezebb (1 tonna) és legértékesebb aranyérméjét, így ezzel megdöntötte a Royal Canadian Mint (Kanadai Királyi Pénzverde) által felállított rekordot. Az érme kb. 80 cm (31 inch) átmérőjű, 12 cm (4,7 inch) vastagságú és pontosan 1012 kg (2230 font) súlyú, s nem utolsósorban 99,99%-os tisztaságú aranyból készült."Írás" oldalán egy vörös kengurut ábrázol, míg "fej" oldalán Őfelsége II. Erzsébet brit királynő portréját. profilja található. Az óriás érmét 1 millió ausztrál dollár névértékű törvényes fizetőeszköznek tartják nyilván, de a készítésekor felhasznált arany mennyiségének értéke 53,5 millió AUD volt.